# 중화인민공화국으로 귀화한 축구 선수

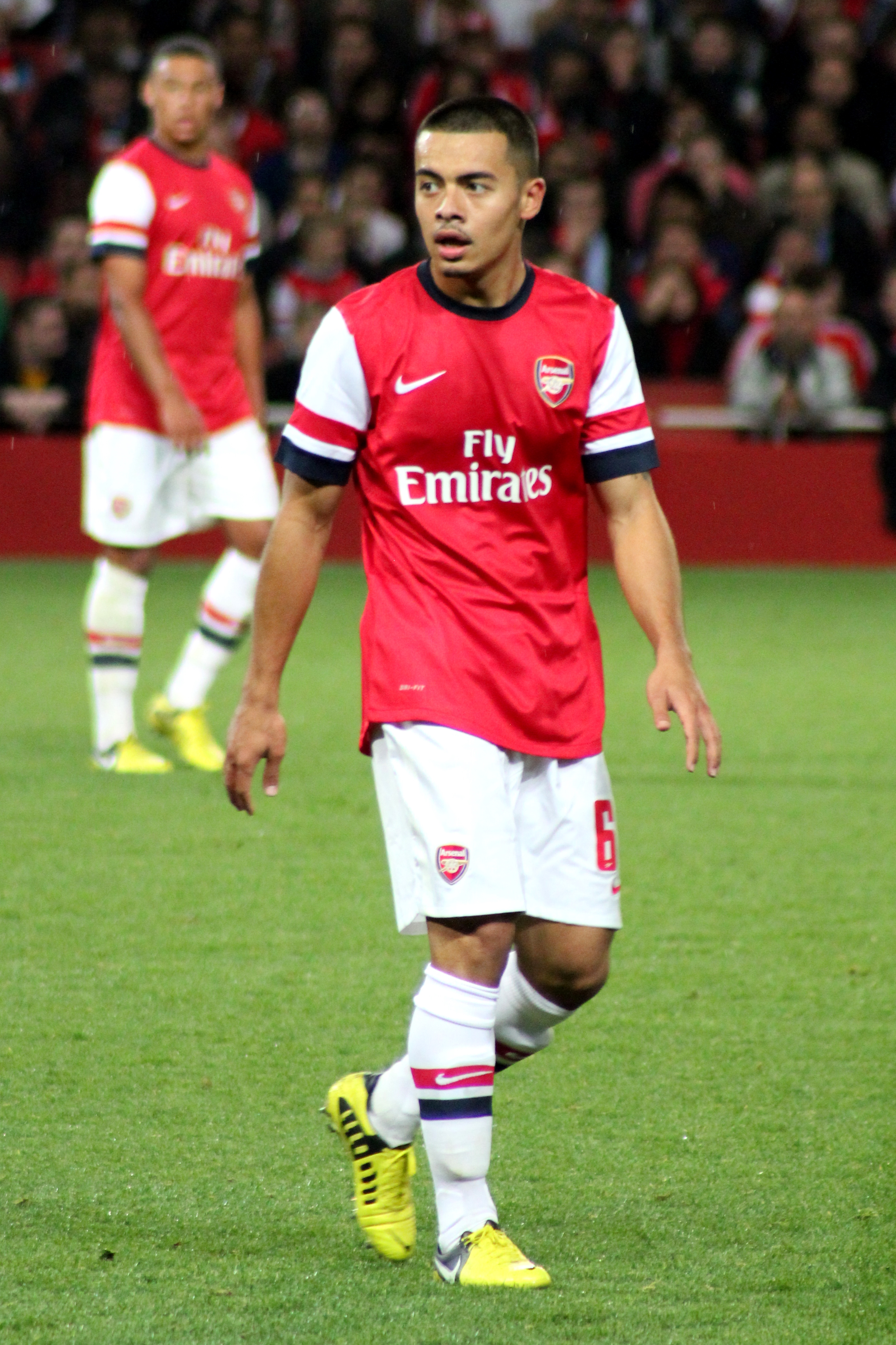
리커(니코 예너리스)는 2019년 중화인민공화국으로 귀화하고 중국 축구 국가대표팀에 발탁되면서 중국 성인 대표팀에 발탁된 첫 번째 귀화 선수가 되었다.

중화인민공화국으로 귀화한 축구 선수는 다른 국가들에서 중화인민공화국으로 제1국적을 선택한 축구 선수들을 의미한다. 중화인민공화국의 국적법은 자국민들의 복수국적을 허용하지 않아 이들은 기존에 가지고 있던 국적을 포기하고 중화인민공화국 국적을 취득하는 방식을 사용한다.

## 역사
1990년 중화인민공화국 상하이시에서 탄자니아인 아버지와 중국인 어머니 사이에서 태어난 아이디 푸랑시쓰가 2004년 중국 U-14 축구 국가대표팀에 발탁되어 2004년 AFC U-14 축구 선수권 대회에 출전하면서 중화인민공화국 대표팀 최초의 혼혈 축구 선수가 되었다.
중국 축구 협회는 축구계에서 자국의 선수가 점점 줄어들고 경쟁력이 감소한다는 점을 감안하여 중국 축구 국가대표팀의 전력 강화를 위해 2019년부터 외국인 선수들의 귀화 작업을 시작했고 영국 태생 키프로스인이었던 니코 예너리스는 중국 성인 축구 국가대표팀에 합류한 최초의 귀화 선수가 되었다.
니코의 귀화 이후 중국인 혈통을 가진 잉글랜드의 축구 선수 타이어스 브라우닝이 중화인민공화국으로 귀화했다. 중국인 혈통이 없는 브라질의 축구 선수 이우케종은 2019년 중화인민공화국으로 귀화해 대표팀에 발탁되면서 브라질 축구 국가대표팀을 제외한 다른 국가의 대표팀을 선택한 90번째 브라질 선수가 되었다.

## 중화인민공화국으로 귀화한 축구 선수 목록
아래는 태생적으로 중화인민공화국 국적을 가지고 있지 않았다가 중화인민공화국 국적을 취득한 저명한 축구 선수들의 명단이다.
이전에 중화인민공화국이 아닌 다른 국가대표 자격으로 공식 A매치에 참가한 적 있는 선수들은 국제 축구 연맹의 규정에 의거하여 중화인민공화국으로 귀화해도 중국 축구 국가대표팀에 발탁될 수 없다. 그러나 이들은 중화인민공화국의 축구 리그 및 컵 대회에서는 규정에 의거해 외국인 선수들이 아닌 중국인 선수들로 분류될 수 있다.
| 중국어 이름                       | 귀화 전 이름                                                                            | 출생일과 나이         | 이전 국적 | 귀화 연도 | 중국 대표팀 발탁 가능 여부 | 중국계 혈통 여부 | 귀화 배경                                                                  | 주석                                                                            | 참조 자료 |
| --------------------------------- | --------------------------------------------------------------------------------------- | --------------------- | --------- | --------- | -------------------------- | ---------------- | -------------------------------------------------------------------------- | ------------------------------------------------------------------------------- | --------- |
| 허우융융                          | 욘 호우 세테르 John Hou Sæter                                                           | 1998년 1월 13일(27세) | 노르웨이  | 2019년    |                            |                  | 노르웨이인 아버지와 뤄양시 출신 중국인 어머니 사이에서 출생                |                                                                                 | [ 5 ]     |
| 첸제게이 아리쌍터 언두부          | 알렉산데르 은둠부 Alexander N'Doumbou                                                   | 1992년 1월 4일(33세)  | 가봉      | 2019년    |                            |                  | 가봉인 아버지와 저장성 출신 중국인 어머니 사이에서 출생                    | 가봉 대표팀에서 A매치에 출전해 국제 축구 연맹 규정에 따라 중국 대표팀 발탁 불가 | [ 6 ]     |
| 리커                              | 니컬러스 해리 예너리스 Nicholas Harry Yennaris                                          | 1993년 5월 24일(31세) | 잉글랜드  | 2019년    |                            |                  | 키프로스인 아버지와 광둥성 출신 중국인 어머니 사이에서 출생                |                                                                                 | [ 7 ]     |
| 페이더뤄 미거얼 거마이쓰 더얼자둬 | 페드루 미겔 고메스 델가두 Pedro Miguel Gomes Delgado                                    | 1997년 4월 7일(28세)  | 포르투갈  | 2019년    |                            |                  | 중국인 혈통 없음                                                           |                                                                                 | [ 8 ]     |
| 아이커썬                          | 이우케종 지 올리베이라 카르도주 Elkeson de Oliveira Cardoso                             | 1989년 7월 13일(35세) | 브라질    | 2019년    |                            |                  | 중화인민공화국 장기 거주 조건 충족, 중국인 혈통 없음                       |                                                                                 | [ 9 ]     |
| 장광타이                          | 타이어스 찰스 브라우닝 Tyias Charles Browning                                           | 1994년 5월 27일(30세) | 잉글랜드  | 2019년    |                            |                  | 영국인 아버지와 광둥성 장먼시 출신 중국인 아버지를 둔 어머니 사이에서 출생 |                                                                                 | [ 10 ]    |
| 뤄궈푸                            | 알로이지우 두스 산투스 곤사우베스 Aloísio dos Santos Gonçalves                          | 1988년 6월 19일(36세) | 브라질    | 2019년    |                            |                  | 중화인민공화국 장기 거주 조건 충족, 중국인 혈통 없음                       |                                                                                 |           |
| 아란                              | 알랑 도글라스 보르지스 지 카르발류 Alan Douglas Borges de Carvalho                      | 1989년 7월 10일(35세) | 브라질    | 2019년    |                            |                  | 중화인민공화국 장기 거주 조건 충족, 중국인 혈통 없음                       |                                                                                 |           |
| 가오라터                          | 히카르두 굴라르 페레이라 Ricardo Goulart Pereira                                        | 1991년 5월 5일(34세)  | 브라질    | 2019년    |                            |                  | 중화인민공화국 장기 거주 조건 충족, 중국인 혈통 없음                       | 2022년 1월 25일 중화인민공화국 국적을 포기하고 브라질 국적 회복                 | [ 12 ]    |
| 페이난둬                          | 페르난두 엔히키 다 콘세이상 Fernando Henrique da Conceição                              | 1993년 3월 16일(32세) | 브라질    | 2020년    |                            |                  | 중화인민공화국 장기 거주 조건 충족, 중국인 혈통 없음                       |                                                                                 | [ 13 ]    |
| 샤오타오타오                      | 로베르토 카를로스 시우초 네이라 Roberto Carlos Siucho Neira                             | 1997년 2월 7일(28세)  | 페루      | 2020년    |                            |                  | 광둥성 중산시 출신 중국인 아버지와 페루인 어머니 사이에서 출생             | 2023년 중화인민공화국 국적을 포기하고 페루 국적 회복                            | [ 14 ]    |
| 쉬후이                            | 서휘                                                                                    | 1999년 6월 16일(25세) | 대한민국  | 2022년    | 미정                       |                  | 상하이시 출신 중국인 아버지와 한국인 어머니 사이에서 출생                  |                                                                                 | [ 15 ]    |
| 양밍양                            | 밍양 양 Ming-yang Yang                                                                  | 1995년 7월 11일(29세) | 스위스    | 2021년    | 미정                       |                  | 후베이성 우한시 출신 중국계 스위스인 아버지에게서 출생                     |                                                                                 |           |
| 왕이                              | 데니 왕 이 Denny Wang Yi                                                                | 1998년 4월 15일(27세) | 이탈리아  | 2021년    | 미정                       |                  | 조부가 저장성 리수이시 칭톈현 출신                                         |                                                                                 |           |
| 싸이얼지니아오                    | 세르지우 안토니우 솔레르 지 올리베이라 주니오르 Sérgio Antônio Soler de Oliveira Júnior | 1995년 3월 15일(30세) | 브라질    | 2025년    |                            |                  | 중화인민공화국 장기 거주 조건 충족, 중국인 혈통 없음                       |                                                                                 |           |

## 같이 보기
- 중화인민공화국으로 귀화한 운동 선수